# Heaven Shall Burn
Heaven Shall Burn (укр. Нехай горить небо) — німецький метал-гурт із Заальфельду, який комбінує агресивний звук металу із лірикою, котра підтримує антирасизм та борються з соціальною несправедливістю. Чотири учасника ведуть веганський спосіб життя. Ім'я гурту інспіроване альбомом «Heaven Shall Burn … when we are gathered» блек-метал гурту Marduk.

## Історія гурту
Група сформувалась у 1996 році під іменем Consense і відразу почала грати на багатьох концертах. Після того як лейбл «Deeds of Revolution Records» звернула увагу на «Heaven Shall Burn», вони випустили восени 1998 перший EP — In Battle There Is No Law (EP), а у 1999 записали спліт-LP разом з Fall of Serenity. Невдовзі після того підписано контракт з Lifeforce Records і у 2000 році публіковано їхній дебют-альбом Asunder. У цьому ж році вийшов спліт-LP з Caliban — The Split Program. Крім європейського туру група грала у наступних роках на концертах у Південній Америці і на фестивалях як «With Full Force», «Wacken Open Air» і «Summer Breeze».
У 2002 році вони випустили з «Lifeforce» другий студійний альбом Whatever It May Take. Також була випущена перезаписана версія альбому In Battle There Is No Law. Наступний альбом Antigone випустив лейбл Century Media Records. Альбом містить дві інструментальні пісні ісландського композитора Олафура Арналдса.  У грудні 2005 року гітарист Патрік Шлейтцер покинув групу; його замінено Александером Дітцом.
У 2006 році гурт випустив альбом Deaf To Our Prayers через Century Media Records. Альбом дійшов до 65-го на німецьких, та 50-го місця — на грецьких чартах. «Heaven Shall Burn» підтримували альбом граючи разом з As I Lay Dying і Evergreen Terrace на Hell-On-Earth-Festival tour. У грудні 2006 Heaven Shall Bull робили тур разом з Caliban і грали 2007 року на концертах як «Rock Hard Festival» і «Wacken Open Air Festival». У лютому 2008, Iconoclast (Part One: The Final Resistance) був випущений з позитивним оглядом від критиків і уболівальників. Альбом лірично розглядає теми як наприклад лаїцизм, філософію Фрідріха Ніцше, героїв Німецького Опору в Другій світовій війні і боротьба їх країни з її минулим.

## Учасники гурту

### Теперішні учасники
- Маттіас Воігт (Matthias Voigt) — ударник
- Маік Вейхерт (Maik Weichert) — гітарист
- Александер Дітц (Alexander Dietz) — гітарист
- Ерік Бішофф (Eric Bischoff) — бас-гітарист
- Маркус Бішофф (Marcus Bischoff) — вокаліст

### Колишні учасники
- Патрік Шлейтцер (Patrick Schleitzer) — гітарист

### Сесійні музиканти
- Патрік В. Енгель — бас на «Whatever It May Take»
- Андре Моравек — вокаліст на концертах
- Крістіан Басс — барабанщик на концертах

## Дискографія

### Студійні альбоми
- 1998 — In Battle There Is No Law (EP)
- 2000 — Asunder
- 2002 — Whatever It May Take
- 2004 — Antigone
- 2006 — Deaf To Our Prayers
- 2008 — Iconoclast (Part 1: The Final Resistance)
- 2010 — Invictus (Iconoclast III)

### Інше
- 1999 — Heaven Shall Burn / Fall Of Serenity — Спліт-LP
- 2000 — The Split Program — Спліт-LP з Caliban
- 2002 — In Battle… (There Is No Law) — компіляція
- 2005 — Tsunami Benefit — Спліт-LP
- 2005 — The Split Program II — Спліт-LP з Caliban
- 2007 — Voces Del Underground — компіляція